# ファイターズメガミックス
ファイターズメガミックスは、1996年12月21日にセガがセガサターン用に発売した対戦型格闘ゲーム。開発はAM2研。

## 概要
当時、セガで人気を二分していた格闘ゲーム『バーチャファイター2』(VF2) と『ファイティングバイパーズ』(FV) のキャラクターを1つのゲームで競演させようという、お祭り的な要素を持った趣旨で生まれたものである。
同時期にアーケードで『バーチャファイター3』(VF3) が稼働したばかりで、さらにセガサターンへ移植させようという構想もあったため、VF2のキャラクターに、VF3の技をいくつか追加し、さらに全キャラクターでエスケープボタンによる軸移動（かわし）の操作も可能とするなどの新要素が盛り込まれた。さらにお祭り的な要素を充実させるべく、同じセガのゲームから多彩な隠れキャラクターも参戦し、中には幻となったキャラクターも使用可能になっている。
当時、プレイステーションの大作RPG『ファイナルファンタジーVII』がさる理由により1か月発売日が延期されることになり、年末商戦向けのソフトがセガサターン・プレイステーション共に無いということになった。そこでセガが10月下旬に記者会見を行い、一大コラボレーションソフトとして発表された。それは現場の人間も知らなかったほど突然に行われ、急遽ミーティングと開発が行われたと言われている。
実質開発期間60日、当時は SEGAcheck（セガが定める倫理規定に違反していないか、致命的なバグが存在していないかなどを、セガ内部のチェック部門で最終確認する）も一切行われず、発売数日前まで開発が行われていたと噂されたが、実際には同じくAM2研開発の『安室奈美恵 デジタルダンスミックス』と開発時期が重なったこともあって、同作品と本作の2本のみを専門にデバッグする部隊が急遽編成されて集中でデバッグが行われた。そして当時のセガのコンシューマソフトはセガ内作サードパーティ含めて例外無く、全てのマスターはセガCSのチェックを通過し認証後にセガ指定の生産工場へ送られる流れになっていたので、本作も同じく正規の手順を踏んでの発売となっている。ゲームCDの中には開発スタッフのコメントや隠しキャラクターの技表などがパソコンのテキスト形式で隠されている。詳細は下記を参照。ゲームがハングアップする可能性があるという理由から永久封印された隠し要素がある。

## ゲームシステム
操作は方向キーとガード・パンチ・キック・エスケープの4つのボタンで行う。方向キーを押さずにエスケープボタンを押すと画面奥に、方向キーを下に入れたままエスケープボタンを押すと画面手前に、それぞれ軸移動を行う。
ゲームモードはバーチャファイターモード (VF) とファイティングパイバーズモード (FV) の2種類がある。VFモードではキャラクターの吹き飛び方が小さいものの、空中で受け身を取れない。FVモードでは空中で受け身を取れるが、キャラクターの吹き飛び方は大きい。また、一部のキャラクターはガード＆アタックが使用可能となる。
『ファイティングバイパーズ』の外壁は採用されたが、『バーチャファイター』のリングアウトは採用されていない。そのため、ステージは外壁ありと外壁なしの2種類。外壁ありのステージでは相手を外壁にたたきつけるとダメージが増加し、KO時に相手を外壁まで吹き飛ばすと外壁も破壊される。外壁なしのステージではキャラクター同士の距離が一定以上に離れないようになっている。
アーマーを着用するキャラクターと着用しないキャラクターがいて、アーマーを着用するキャラクターが受けるダメージはアーマーを着用しないキャラクターより少ない。アーマーには耐久度が設定されていて、一定の耐久度を超えると画面上部のアイコンが点滅する。このときにアーマー破壊技を受けるとアーマーが破壊され、受けるダメージが増加してしまう。アーマー破壊技は上半身用・下半身用があり、対応したアーマーが破壊される。
一部のキャラクターの持つ武器にはアーマーと同様に耐久度が設定されていて、一定の耐久度を超えると赤く点滅する。このときにアーマー破壊技を受けると武器が破壊され、武器を用いた技が出せなくなってしまう。上半身用・下半身用を問わずアーマー破壊技を受けると武器が破壊されてしまう。
本作では『バーチャファイター3』で採用された投げ抜けが使用可能となっていて、相手の投げ技に対して特定のコマンドを入力すると投げ技から脱出することができる。その一方で『バーチャファイター』の起き上がり攻撃は採用されなかった。また、投げ技・返し技に関しては『バーチャファイター3』と同様、腕を伸ばして相手をつかむモーションがあり、投げ技・返し技が成立しないと隙が生まれてしまう。

## ゲームモード
スタート前に難易度・制限時間・セット数を設定できる。
- 1Pモード
1人用のモード。最初にコース選択を行い、出現する相手を倒していく。7体のキャラクターを倒すとエンディングとなる。
- VSモード
対戦用のモード。対CPU戦と対人戦が行える。ステージを外壁あり・外壁なし・ランダムの3つから選択できる。
- サバイバルモード
1本の体力ゲージで何人倒せるかを競うモード。制限時間を3分・7分・15分の3つから選択できる。ステージは外壁ありに固定され、セット数は1に固定される。受けたダメージや破壊されたアーマー・武器は回復しない。
- チームバトルモード
チーム戦を行う。同じキャラクターを複数選択することもできる。ステージの種類・体力回復の有無を設定できる。セット数は1に固定される。
- トレーニングモード
練習用キャラクターを相手に技を練習するモード。初期状態のキャラクターを使用するとコマンドリストが表示され、練習相手がコマンドに応じた行動をとる。隠しキャラクターの場合はコマンドリストは表示されず、練習相手も行動しない。

## 登場キャラクター
初期状態では『バーチャファイター2』と『ファイティングバイパーズ』のキャラクターが使用でき、条件を満たすごとに使用できるキャラクターが増加する。

### バーチャファイター2
アーマーを着用していない。使用する技は『バーチャファイター2』と『バーチャファイター3』の一部の技となっている。また、一部の技がアーマー破壊技となっている。勝利のBGMは全キャラクター共通で『バーチャファイター3』のウイナーコールのものを使用。
- 結城晶
- パイ・チェン
- ラウ・チェン
- ウルフ・ホークフィールド
- ジェフリー・マクワイルド
- 影丸
ガード＆アタックでは投げ技を使用する。
- サラ・ブライアント
- ジャッキー・ブライアント
- 舜帝
酒を飲んだ量がひょうたんの数で表され、酒を飲むたびにこれが増加し、出せる技が増える。また、ひょうたんにも耐久度が設定されていて、アーマー破壊技で破壊されてしまう。
- リオン・ラファール
- デュラル
VFシリーズを通してのボスキャラクターであるが、今作では最初から使用可能になっている。酒を飲む技があり、舜帝と同様にひょうたんの数が増加する。また、ガード＆アタックでは投げ技を使用する。ステージおよびBGMは、『バーチャファイター』のものである。

### ファイティングバイパーズ
アーマーを着用している。『ファイティングバイパーズ』で登場したすべての技が使用可能となっているほか、一部のキャラクターには新しい技が追加されている。また、一部のキャラクターを除き、3色のカラーバリエーションが用意されている。
- バン
- ラクセル
「フライングV」というギターを武器として用いる。ギターの耐久度はさほど低くない。
- トキオ
- サンマン
- ピッキー
スケートボードを武器として用いる。スケートボードもアーマーも耐久度は低め。
- グレイス
- ジェーン
- ハニー
隠しカラーとして、ランドセルを身につけたコスチュームのハニーが登場している。
- マーラー
『ファイティングバイパーズ』では隠しキャラクターだったが、今作では最初から使用可能になっている。FVとは違うコスチュームで登場している。また、ステージおよびBGMが『バーチャファイター2』のデュラルのものになっている。
- B.M.（ビッグ・マーラー）
『ファイティングバイパーズ』のボスキャラクターだが、今作では最初から使用可能になっている。
- くまちゃん
『ファイティングバイパーズ』では隠しキャラクターだったが、今作では最初から使用可能になっている。FVに引き続いて「ぱんだちゃん」も登場しているほか、別カラーとして「にく」「やしのき」も登場している。いずれも日本版では名前が例外的にひらがな表記になっている（英語版では「KUMACHAN」「PANDACHAN」「Mr.MEAT」「PALM TREE」）また、ステージおよびBGMが『バーチャファイター』の影丸のものになっている。

### その他のゲーム（隠しキャラクター）
※（ ）内は登場するゲームを示す。

#### アーマー無し
- キッズアキラ（バーチャファイターキッズ）
本家のアキラと同じ技が使えるが、2頭身のままなのでリーチが短い。勝利のBGMは『ソニック・ザ・ファイターズ』の試合開始のものを使用。
- キッズサラ（バーチャファイターキッズ）
本家のサラと同じ技が使えるが、こちらも2頭身のままなのでリーチが短い。勝利のBGMは『ソニック・ザ・ファイターズ』の試合開始のものを使用。ステージおよびBGMは『バーチャファイター』のサラのものだが、ステージに外壁が追加されている。
- ビーン・ザ・ダイナマイト（ソニック・ザ・ファイターズ）
技は基本的に『ソニック・ザ・ファイターズ』と同じだが、投げ技に関してはキッズアキラ、キッズサラ、バーク、ビーン相手にしか使用できない。また、バリアとハイパーモードは採用されていない。飛び道具（爆弾）を使う一方、アーマー破壊技を使用できない。2Pカラーは『ダイナマイトダックス』の主人公でビーンの父親でもあるビンと同じ青色になる（名前はビーンのまま）。勝利のBGMは『ソニック・ザ・ファイターズ』の試合開始のものを使用。
- バーク・ザ・ポーラーベアー（ソニック・ザ・ファイターズ）
技は基本的に『ソニック・ザ・ファイターズ』と同じだが、投げ技に関してはキッズアキラ、キッズサラ、バーク、ビーン相手にしか使用できない。また、バリア、ハイパーモードは採用されていない。勝利のBGMは『ソニック・ザ・ファイターズ』の試合開始のものを使用。
- シバ（バーチャファイターの没キャラクター）
初代『バーチャファイター』の開発にあたって考案されていたキャラクターだったが、製品化の際に没になった。異様にリーチの長い剣を武器とする。剣を用いた技はガード不可能。剣の耐久度はあまり高くない。『バーチャファイター』では剣を使っておらず、今作で使う技は全て新たに導入されたもの。キャラクターのモデリングも新規に行われている。勝利のBGMは『バーチャファイター』のウイナーコールのものを使用。

#### アーマー有り
- 裏バン（ファイティングバイパーズのバンを元にした裏キャラクター）
基本的な技は通常のバンとほぼ同様だが、バンには使えない強力なコンボを持つ。勝利のBGMは『ファイティングバイパーズ』のウイナーコールのものを使用。
- レンタヒーロー（レンタヒーロー）
原作同様、電池で作動するコンバットアーマーを着用している。この状態では飛び道具（衝撃波、しゃがみガードのみ可）を放つなど、比類無き強さを持つ。しかし、電池が切れるとアーマーが脱げ、元の姿である「やまだたろう」に変化してしまう。この状態では使用できる技が極端に減るなど、大幅に弱体化する。そのため、画面上部に表示されている電池の残量に注意を払いつつ戦わなければならない。また、アーマー破壊技を受けてアーマーが破壊された場合でもやまだたろうに変化してしまう。VF2のシカゴステージに登場するとBGMが『レンタヒーロー』の主題歌となる。勝利のBGMは『バーチャファイター』のウイナーコールのものを使用。
- ジャネット・マーシャル（バーチャコップ2）
警察学校時代に習った合気道を使いこなすという設定で、『バーチャファイター3』の梅小路葵の一部の技を使う。返し技を使う上、ガード不可能の飛び道具（拳銃）まで使ってくる。拳銃の耐久度は高い。勝利のBGMは『ファイティングバイパーズ』のウイナーコールのものを使用。
- ホーネット（デイトナUSA）
外見は直立した車そのもので、本ゲーム唯一の非生命体をモデルとしたキャラクター。アーマーを装着した段階ではかなり鈍重な動きしか見せないが、アーマーを脱ぐと本領を発揮する。勝利のBGMは『バーチャファイター』のウイナーコールのものを使用。
- デク（オリジナル）
本ゲームにおける、唯一のオリジナルキャラクター。トレーニングモードで練習相手として出現することもある。勝利のBGMは『ソニック・ザ・ファイターズ』の試合開始のものを使用。またステージBGMは『バーチャファイター3』のジェフリーのものを使用。

## 隠し要素
本作のCD-ROMには、パソコンでしかみられない隠し要素が存在する。
- CD-ROMをドライブに入れて読み込むと、「READ__ME.DOC」（シフトJISテキスト）が存在する。同ファイルには以下のものが書かれている。
  - 開発スタッフのメッセージ
  - 『レンタヒーロー』の主題歌「君は人のためにレンタヒーローになれるか」の歌詞
  - 初期状態で使用可能なキャラクターの技表
- CD-ROMには「OMAKE___.LZH」も存在し、同ファイルを解凍すると1,024×768ピクセルの解像度を持つ壁紙が収録されているのを確認できる。